# Kropiwna (rejon złoczowski)
Kropiwna (ukr.  Кропивна) – wieś w rejonie złoczowskim obwodu lwowskiego Ukrainy. Do scalenia w 1934 r. w II Rzeczypospolitej miejscowość była siedzibą gminy wiejskiej w powiecie złoczowskim województwa tarnopolskiego.

## Położenie
Na podstawie Słownika geograficznego Królestwa Polskiego i innych krajów słowiańskich Kropiwna to: wieś w powiecie złoczowskim, położona 17 km na południowy-zachód od sądu powiatowego, stacji kolejowej i urzędu poczty i telegrafu w Złoczowie.